# Кевін Парсаюк
Кевін Парсаюк (ісп. Kevin Parzajuk, нар. 9 вересня 2002, Фрам) — парагвайський футболіст, нападник клубу «Олімпія» (Асунсьйон).
Виступав за молодіжну збірну Парагваю.

## Клубна кар'єра
Народився 9 вересня 2002 року в місті Фрам. Вихованець юнацьких команд «Олімпії» (Асунсьйон).
У дорослому футболі дебютував 2022 року виступами за її головну команду, в якій того року взяв участь в одному матчі чемпіонату. 
Протягом 2023 року на правах оренди грав за команду «Гуайрена», де отримав регулярну ігрову практику і забив свої перші голи на дорослому рівні.
2024 року повернувся до «Олімпії», де вже також почав регялярно з'являтися на полі.

## Виступи за збірну
З 2023 року залучається до складу молодіжної збірної Парагваю. На молодіжному рівні зіграв у 6 офіційних матчах.
2024 року був включений до заявки олімпійської збірної Парагваю для участі у футбольному турнірі на тогорічних Олімпійських іграх у Парижі.

## Статистика виступів

### Статистика клубних виступів
Станом на 14 липня 2024
| Сезон             | Команда               | Чемпіонат         | Чемпіонат | Чемпіонат | Національний кубок | Національний кубок | Національний кубок | Континентальні кубки | Континентальні кубки | Континентальні кубки | Інші змагання | Інші змагання | Інші змагання | Усього | Усього | Усього |
| Сезон             | Команда               | Ліга              | Ігор      | Голів     | Ліга               | Ігор               | Голів              | Ліга                 | Ігор                 | Голів                | Ліга          | Ігор          | Голів         | Ігор   | Голів  |        |
| ----------------- | --------------------- | ----------------- | --------- | --------- | ------------------ | ------------------ | ------------------ | -------------------- | -------------------- | -------------------- | ------------- | ------------- | ------------- | ------ | ------ | ------ |
| 2022              | «Олімпія» (Асунсьйон) | ПД                | 1         | 0         | КП                 | 0                  | 0                  | КЛ+ПАК               | 0                    | 0                    |               | -             | -             | 1      | 0      |        |
| 2023              | «Гуайрена»            | ПД                | 18        | 6         | КП                 | 1                  | 0                  |                      | -                    | -                    |               | -             | -             | 19     | 6      |        |
| 2024              | «Олімпія» (Асунсьйон) | ПД                | 11        | 3         | КП                 | 0                  | 0                  | ПАК                  | 1                    | 0                    |               | -             | -             | 12     | 3      |        |
| Усього за кар'єру | Усього за кар'єру     | Усього за кар'єру | 30        | 9         |                    | 1                  | 0                  |                      | 1                    | 0                    |               | -             | -             | 32     | 9      |        |

## Титули і досягнення
- Чемпіон Парагваю (2):

«Олімпія» (Асунсьйон): 2022 (Клаусура), 2024 (Клаусура)